# کووییم‌پرل
کووییم‌پرل (به فرانسوی: Quimperlé) یک کمون در کشور فرانسه است که در canton of Quimperlé واقع شده‌است.

## خصوصیات
کووییم‌پرل ۳۱٫۷۳ کیلومترمربع مساحت و ۱۱٬۹۷۸ نفر جمعیت دارد.

## خواهرخوانده
شهر گایلن‌کیرشن خواهرخواندهٔ کووییم‌پرل هست.